# 星际传奇2
《星际传奇2》（英語：The Chronicles of Riddick）是由导演大衛·托伊拍攝的一部科幻动作电影，于2004年上映。该部电影为2000年上映的《星际传奇》之续集，虽电影制作成本為2500萬美元，但预算却为1亿2000万美元，后收获票房1亿1580萬美元。其续集为2013年9月上映的《星际传奇3》。

## 劇情
电影剧情紧接上一集，杀人疑犯雷迪克在事发五年之后仍未逃离那个充满危险的星际，而且还被雇佣的赏金猎人追捕，因为他现在的项上人头已值150万，而出这筆赏金的却是一个他曾经救过的人。后雷迪克夺得赏金猎人们的飞船，前往首阳星查明原因。当来到首阳星时，又从一个元素使者那里得知，原来是她预测到了马歇尔王即将攻击首阳星，所以才以此方式将雷迪克吸引到首阳星上。可是雷迪克到来还没多久，马歇尔王的大军就已开到，并开始大肆攻击首阳星，而雷迪克也开始了拯救宇宙之战。

## 演员
- 馮·迪索 (Vin Diesel) 饰 Riddick
- 科魯姆·費奧瑞 (Colm Feore) 饰 Lord Marshal
- 譚蒂·紐頓 (Thandie Newton) 饰 Dame Vaako
- 朱迪·丹奇 (Judi Dench) 饰 Aereon
- 卡爾·厄本 (Karl Urban) 饰 Vaako
- 艾莉克莎·黛沃洛斯 (Alexa Davalos) 饰 Kyra
- 萊納斯·洛區 (Linus Roache) 饰 Purifier
- 约里克·范·韦杰宁根 (Yorick van Wageningen) 饰 The Guv
- 尼克·齐兰德 (Nick Chinlund) 饰 Toombs
- 凱斯·大衛 (Keith David) 饰 Imam
- 馬克·吉本 (Mark Gibbon) 饰 Irgun
- 羅傑・克羅斯 (Roger Cross) 饰 Toal
- 泰瑞・陳 (Terry Chen) 饰 Merc Pilot[2]

## 评论
本片在烂番茄网的评价并不好。有些人认为，电影中的主角似乎在尽全力地向观众展示他酷的一面，而一般人看上去感觉很刻意。

## 外部連結
- 互联网电影数据库（IMDb）上《星际传奇2》的资料（英文）
- AllMovie上《星际传奇2》的资料（英文）
- 爛番茄上《星际传奇2》的資料（英文）
- Box Office Mojo上《星际传奇2》的資料（英文）
- Metacritic上《星际传奇2》的資料（英文）